# Нову (Алабама)
Нову (англ. Nauvoo) — місто (англ. town) в США, в округах Вокер і Вінстон штату Алабама. Населення — 185 осіб (2020).

## Географія
Нову розташований за координатами 33°59′13″ пн. ш. 87°29′19″ зх. д. / 33.98694° пн. ш. 87.48861° зх. д. (33.986933, -87.488491).  За даними Бюро перепису населення США в 2010 році місто мало площу 2,57 км², з яких 2,56 км² — суходіл та 0,01 км² — водойми.

## Демографія
Згідно з переписом 2010 року, у місті мешкала 221 особа в 91 домогосподарстві у складі 62 родин. Густота населення становила 86 осіб/км².  Було 128 помешкань (50/км²).
Расовий склад населення:
| - 99,1 % — білих - 0,5 % — азіатів |

До двох чи більше рас належало 0,5 %. Частка іспаномовних становила 2,7 % від усіх жителів.
За віковим діапазоном населення розподілялося таким чином: 22,6 % — особи молодші 18 років, 59,3 % — особи у віці 18—64 років, 18,1 % — особи у віці 65 років та старші. Медіана віку мешканця становила 42,4 року. На 100 осіб жіночої статі у місті припадало 112,5 чоловіків;  на 100 жінок у віці від 18 років та старших — 108,5 чоловіків також старших 18 років.
Середній дохід на одне домашнє господарство  становив 41 040 доларів США (медіана — 27 000), а середній дохід на одну сім'ю — 53 682 долари (медіана — 38 333). За межею бідності перебувало 26,2 % осіб, у тому числі 30,0 % дітей у віці до 18 років та 14,3 % осіб у віці 65 років та старших.
Цивільне працевлаштоване населення становило 68 осіб. Основні галузі зайнятості: мистецтво, розваги та відпочинок — 16,2 %, освіта, охорона здоров'я та соціальна допомога — 14,7 %, роздрібна торгівля — 13,2 %, виробництво — 13,2 %.